# Laevicephalus omani
Laevicephalus omani är en insektsart som beskrevs av Knull 1951. Laevicephalus omani ingår i släktet Laevicephalus och familjen dvärgstritar. Inga underarter finns listade i Catalogue of Life.